# Kehinde Wiley
Kehinde Wiley (Los Angeles, 1977) és un pintor de retrats establert a Nova York i conegut per les seves pintures altament naturalistes de les persones negres en postures heroiques. El seu pare és ioruba de Nigèria, i la seva mare és afroamericana. De petit, la seva mare va donar suport al seu interès per l'art i el va matricular a classes extraescolars. A 12 anys, va estudiar a una escola d'art de Rússia. Wiley no va créixer amb el seu pare i als 20 anys va viatjar a Nigèria per explorar les seves arrels i conèixer-lo. Wiley va obtenir el seu BFA al San Francisco Art Institute el 1999 i el seu MFA de l'Escola d'Art de la Universitat Yale el 2001.
El Museu d'Art de Columbus, que va acollir una exposició el 2007, assegura: "Kehinde Wiley ha rebut recentment elogis pels seus retrats heroics que tracten la imatge i l'estatus de joves afroamericans en la cultura contemporània".

## Exposicions
- 2017: Trickster, Sean Kelly Gallery, New York, NY[5]
- 2015–17: Kehinde Wiley: A New Republic[6] at the Brooklyn Museum (2015), Brooklyn, NY; traveled to Modern Art Museum of Fort Worth, Fort Worth, TX (2016); Virginia Museum of Fine Arts, Richmond, VA (2016); Seattle Art Museum, Seattle, WA (2016); Phoenix Art Museum, Phoenix, AZ (2016); Toledo Museum of Art, Toledo, OH (2017), Oklahoma City Museum of Art (2017)[7]
- 2013: The World Stage: Jamaica at Stephen Freidman Gallery, London, UK
- 2013: Kehinde Wiley: Memling at Phoenix Art Museum, Phoenix, AZ
- 2011–13: The World Stage: Israel at Roberts & Tilton, Culver City, CA; traveled to Jewish Museum (New York) (2012); the Contemporary Jewish Museum, San Francisco, CA (2013); Boise Art Museum, Boise, ID (2013)
- 2012: Kehinde Wiley/ The World Stage: Israel at The Jewish Museum, New York, NY
- 2012: The World Stage: France at Galerie Daniel Templon, Paris, France
- 2012: An Economy of Grace at Sean Kelly, New York, NY
- 2011: Kehinde Wiley: Selected Works at the Savannah College of Art and Design (SCAD) Museum of Art, Savannah, GA
- 2010: The World Stage: India, Sri Lanka at Rhona Hoffman Gallery, Chicago, IL
- 2010: Legends of Unity | World Cup 2010 | PUMA, several locations worldwide
- 2009: Black Light at Deitch Projects, New York, NY
- 2009: The World Stage: Africa at ArtSpace, San Antonio, TX
- 2009: The World Stage: Brazil at Roberts & Tilton, Los Angeles, CA
- 2008: Three Wise Men Greeting Entry Into Lagos at (PAFA) Pennsylvania Academy Of Fine Arts, Philadelphia, PA
- 2006: Willem van Heythuysen at the Virginia Museum of Fine Arts, Richmond, VA
- 2006: Kehinde Wiley: Columbus at the Columbus Museum of Art, Columbus, OH